# Mortal Kombat
Vous lisez un « bon article » labellisé en 2017.
Pour les articles homonymes, voir Mortal Kombat (homonymie) et MK.
Mortal Kombat (communément abrégé MK) est une série de jeux vidéo de combat. La série se veut concurrente de la franchise Street Fighter de Capcom. Le premier jeu est vendu en 1992 sur bornes d'arcade, un an après la sortie de Street Fighter II: The World Warrior. Il est suivi par quinze jeux (douze jeux principaux et trois spin-offs) dont le dernier, Mortal Kombat 1, sort en 2023.
La série est caractérisée par des graphismes réalistes et une violence brutale et sanglante, dont la marque de fabrique sont les Fatalities, séquences sanglantes de torture de l'adversaire vaincu. La lettre K est souvent utilisée dans la série pour orthographier des mots normalement écrits avec un « C » dur, par exemple dans le mot Combat devenu Kombat.
Les débuts de la série sont très populaires dans les bornes d'arcade aux États-Unis et donnent lieu à des protestations publiques de parents et d'associations, condamnant sa violence excessive. À l'origine, la franchise était principalement développée par Midway. À la suite de la fermeture du studio, elle est maintenant développée par NetherRealm Studios et publiée par Warner Bros. Interactive Entertainment.
Il existe de nombreuses adaptations, notamment sous forme d'animés, de films, de novélisation ou encore de comics.

## Titres
| 1992 | Mortal Kombat                       |
| 1993 | Mortal Kombat II                    |
| 1994 |                                     |
| 1995 | Mortal Kombat 3                     |
| 1995 | Ultimate Mortal Kombat 3            |
| 1996 | Mortal Kombat Trilogy               |
| 1997 | Mortal Kombat Mythologies: Sub-Zero |
| 1997 | Mortal Kombat 4                     |
| 1998 |                                     |
| 1999 | Mortal Kombat Gold                  |
| 2000 | Mortal Kombat: Special Forces       |
| 2001 | Mortal Kombat Advance               |
| 2002 | Mortal Kombat: Deadly Alliance      |
| 2003 | Mortal Kombat: Tournament Edition   |
| 2004 | Mortal Kombat : Mystification       |
| 2005 | Mortal Kombat: Shaolin Monks        |
| 2006 | Mortal Kombat: Armageddon           |
| 2007 | Ultimate Mortal Kombat              |
| 2008 | Mortal Kombat vs. DC Universe       |
| 2009 |                                     |
| 2010 |                                     |
| 2011 | Mortal Kombat                       |
| 2011 | Mortal Kombat Arcade Kollection     |
| 2012 | Mortal Kombat: Komplete Edition     |
| 2013 |                                     |
| 2014 |                                     |
| 2015 | Mortal Kombat X                     |
| 2015 | Mortal Kombat Mobile                |
| 2016 | Mortal Kombat XL                    |
| 2017 |                                     |
| 2018 |                                     |
| 2019 | Mortal Kombat 11                    |
| 2020 | Mortal Kombat 11: Aftermath         |
| 2020 | Mortal Kombat 11: Ultimate          |
| 2021 |                                     |
| 2022 |                                     |
| 2023 | Mortal Kombat 1                     |
| 2023 | Mortal Kombat: Onslaught            |

### Jeux principaux

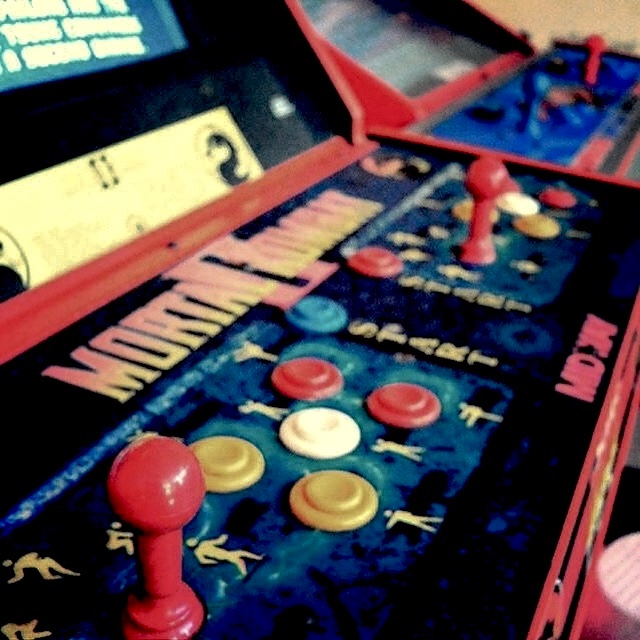
Borne d'arcade pour Mortal Kombat II

Mortal Kombat sort sur bornes d'arcade en 1992 et est conçu par John Tobias et Ed Boon. Il copie certaines conventions de Street Fighter II, mais recherche l'originalité au niveau du style. Il se démarque par sa violence exagérée et des graphismes numérisés extraits de séquences d'acteurs filmés pour plus de réalisme. Enfin, toujours dans un souci d'attention portée à la violence, le jeu ajoute des « Fatalités » — coup de grâce optionnel à porter à l'ennemi vaincu en fin de combat pour l'achever, le plus souvent de manière particulièrement sordide — qui ne changent strictement rien au combat mais ajoutent des cinématiques sanglantes. La Mega Drive et la Super Nintendo accueillent des versions édulcorées du jeu. Sur la Mega Drive, le jeu est censuré, mais le code ABACABB permet de débloquer les scènes violentes du jeu original. Sur la Super Nintendo, le sang est coloré en gris pour évoquer des gouttes de transpiration, et les fatalités les plus violentes sont supprimées,.
Mortal Kombat II a un seul objectif pour Ed Boon : « il fallait qu'on fasse deux fois mieux que le premier jeu ». Cet objectif est justifié par le fait que le concurrent Capcom prépare Super Street Fighter II: The New Challengers de son côté. Dans Mortal Kombat II, sorti sur arcade en novembre 1993, on passe de sept à douze personnages jouables, avec beaucoup plus d'actions spéciales qu'auparavant. En particulier, chaque personnage est maintenant doté de deux fatalités différentes. Le scénario est aussi complètement retravaillé pour devenir beaucoup plus complexe que le premier. Le jeu compétitif prend de l'essor, les combos étant plus développés que dans le premier opus. Le jeu sort en version non censurée sur la Mega Drive et sur la Super Nintendo, mais est assorti d'une notice ESRB qui prévient les parents du contenu violent qu'il inclut. Entre 1993 et 1995, le jeu est adapté à presque toutes les consoles de son époque, de la Mega-CD à la Game Boy.
Mortal Kombat 3 fait passer le jeu de douze à quinze personnages, dont sept nouveaux, très appréciés par les joueurs. Cependant, les personnages de Scorpion, Kitana, Mileena et Baraka, entre autres, sont ôtés du jeu, à la grande déception des joueurs des premières éditions. Suivant la mode de Killer Instinct, le jeu ajoute un système où une séquence de boutons permet de choisir une série de coups sans nécessiter une rapidité d'action particulière. Un bouton « course » est ajouté pour rendre le jeu moins défensif. Le jeu rencontre un succès satisfaisant, mais Midway espérait mieux et se concentre sur une mise à jour, intitulée Ultimate Mortal Kombat 3 et sortie en 1996. La mise à jour ramène les personnages Kitana, Mileena, Scorpion et Reptile, ainsi que Jade, personnage caché non-jouable du deuxième jeu. Johnny Cage, Raiden et Baraka ne sont pas réintégrés au jeu.
Mortal Kombat 4 marque les débuts de la franchise dans l'univers des graphismes en 3D. Il sort sur bornes d'arcade le 11 septembre 1997. Le jeu en lui-même semble satisfaire les fans de la licence, mais c'est justement leur nombre qui diminue avec une perte générale d'intérêt pour l'ultra-violence et la perte du réalisme des éditions précédentes. Le jeu sort ensuite sur PlayStation et Nintendo 64, où on lui reproche le manque de modernité de son système de jeu, en particulier par rapport au nouveau concurrent SoulCalibur. 
Mortal Kombat: Deadly Alliance marque un tournant pour la série, avec beaucoup plus de budget et une modification complète du système de jeu. C'est aussi la modification des conventions de nommage, qui passe des titres numérotés aux titres avec sous-titres. Il ne sort qu'en 2002, Midway ayant choisi de donner plus de temps que prévu à ses développeurs après l'échec de Mortal Kombat 4 et du jeu dérivé Mortal Kombat Special Forces. Le jeu sort sur PlayStation 2, Xbox et GameCube. Il reçoit des critiques très positives et se vend à plus d'un million d'exemplaires en six semaines.
Mortal Kombat: Mystification (Mortal Kombat: Deception en anglais) sort en 2004 et se concentre sur un gain de viabilité pour le jeu compétitif. Le jeu reçoit un très bon accueil et des très bonnes notes de la presse spécialisée, et inclut énormément de contenu supplémentaire : plus de personnages et surtout un mode Histoire beaucoup plus complet que dans les opus précédents de la série.
Mortal Kombat: Armageddon sort en 2006 et ramène presque tous les personnages des cinq jeux précédents, soit un cast de plus de 60 personnages jouables. Le jeu est généralement apprécié, mais également accusé d'être redondant avec les éditions précédentes : en particulier, il est développé avec le même moteur que les deux précédents.
Mortal Kombat vs. DC Universe (2008) marque le début d'une nouvelle ère pour Mortal Kombat, y compris par le partenariat avec DC Comics. Les Fatalités y sont rendues moins violentes en raison de la présence de personnages d'une autre licence. Le jeu reçoit des bonnes critiques.
Mortal Kombat (MK9) sort en 2011. Si Ed Boon en est toujours le chef de projet, l'équipe appartient désormais à WB Interactive. Les développeurs se renomment également en NetherRealm Studios et travaillent à revenir aux origines de la série avec leur nouveau jeu. Le jeu repasse en format 2D et reçoit un accueil extrêmement positif.
Mortal Kombat X sort le 14 avril 2015 sur PlayStation 4 et Xbox One. À sa sortie, le jeu essuie de nombreuses critiques concernant la stabilité toute relative du jeu et de sa composante multijoueur en ligne. Plusieurs patchs sortent dans un intervalle relativement court mais ne règlent pas le problème : un patch en particulier supprime toutes les sauvegardes du jeu chez les joueurs. Fin août 2015, Warner Bros. Interactive Entertainment annule la sortie des versions PlayStation 3 et XBox 360. Le 20 janvier 2016, Mortal Kombat XL sort sur Xbox One et PlayStation 4 : le jeu est identique à Mortal Kombat X mais les bugs sont réparés.
Mortal Kombat 11 sort le 23 avril 2019 sur PlayStation 4, Xbox One, PC et Nintendo Switch. Le jeu réalise un très bon démarrage et reçoit un excellent accueil de la part des joueurs. Cependant, la première mise à jour a lieu quelques jours après sa sortie, les joueurs se plaignant de la difficulté du mode Tours du Temps. Devant le grand succès de Mortal Kombat 11, une extension au jeu de base a été créée (nommée Aftermath). Elle sort le 26 mai 2020 et permet aux joueurs de découvrir une suite au mode Histoire avec un scénario inédit.
Mortal Kombat 1 sort le 19 septembre 2023 sur PlayStation 5, Xbox Series, PC et Nintendo Switch. Il s'est écoulé à plus de 5 millions d'exemplaires.

### Spin-offs
Mortal Kombat Mythologies: Sub-Zero est le premier titre de la série à sortir uniquement sur console. Il s'agit du premier jeu d'une série prévue de titres visant à élaborer l'histoire d'un seul personnage à la fois. Le projet reprend l'idée générale de la franchise, mais place Sub-Zero dans des niveaux qui défilent d'eux-mêmes pour un jeu de type beat them all. Le jeu est très mal accueilli par les critiques, qui lui reprochent ses mécaniques encore trop proches de celles du jeu d'arcade et donc difficiles à utiliser sur console : IGN lui donne un score de 3.5/10 et le qualifie d'emblée d'« atroce ». Les joueurs ne sont pas plus satisfaits que la presse spécialisée, mais le jeu se vend quand même à plus d'un million d'exemplaires. Midway décide d'abandonner la série Mythologies.
Après la sortie de Mortal Kombat 4, un jeu d'action est publié : Mortal Kombat: Special Forces, dont l'histoire se déroule avant le premier jeu de la série et relate la traque de Kano par Jax. Il s'agit à nouveau d'un échec commercial, très mal reçu par les joueurs et la presse spécialisée.
En 2005, le jeu d'action Mortal Kombat: Shaolin Monks présente les personnages principaux Liu Kang et Kung Lao. Il explique une version alternative des événements du deuxième jeu de la série : l'arrivée de Baraka, le rajeunissement de Shang Tsung, et l'apparition de Kintaro et Shao Khan. Après l'échec des deux jeux dérivés précédents, les attentes sont basses pour celui-ci, qui rencontre cependant un véritable succès avec plus d'un million d'exemplaires vendus et des très bonnes notes de la presse spécialisée.

### Compilations
La compilation Mortal Kombat Trilogy sort en 1996 et inclut tous les personnages des trois titres déjà sortis, ainsi que la plupart des niveaux des trois premiers jeux.
Mortal Kombat Arcade Kollection, une compilation comprenant Mortal Kombat, Mortal Kombat II et Ultimate Mortal Kombat 3 est sortie le 31 août 2011 sur PlayStation 3 sur le PlayStation Network et sur Xbox 360 via le Xbox Live Arcade. Cette compilation permet de jouer en ligne aux trois premiers Mortal Kombat, et une liste de succès est ajoutée. La compilation est éditée par Warner Bros. Games et développée par Other Ocean Interactive.

## Scénario
Les jeux de la série Mortal Kombat comportent une fin différente pour chaque personnage. Puisque beaucoup de fins dans un seul jeu se contrediraient les unes les autres, seulement une ou quelques-unes par jeu sont considérées comme canoniques, et cette ou ces dernières seront inconnues jusqu'à la sortie de la prochaine édition. Ainsi, dès qu'un nouveau jeu de la série est publié, les fans spéculent au sujet de quelle fin sera la bonne.
La série se déroule dans un univers de fiction composé de dix-huit royaumes (Realms) créés par les Dieux Anciens. Six d'entre eux sont nommés : il s'agit de ChaosRealm, EarthRealm (ou Royaume de la Terre), Edenia, NetherRealm, OrderRealm et OutWorld (ou Outre-Monde). Il existe d'autres mondes que l'Outre-Monde, par exemple le Paradis, le Nexus, le Néant où vivent les Dieux et les élus. Pour préserver la paix, les Dieux Anciens décrètent que les citoyens d'un royaume ne peuvent en envahir un autre qu'après avoir battu son champion au tournoi Mortal Kombat.

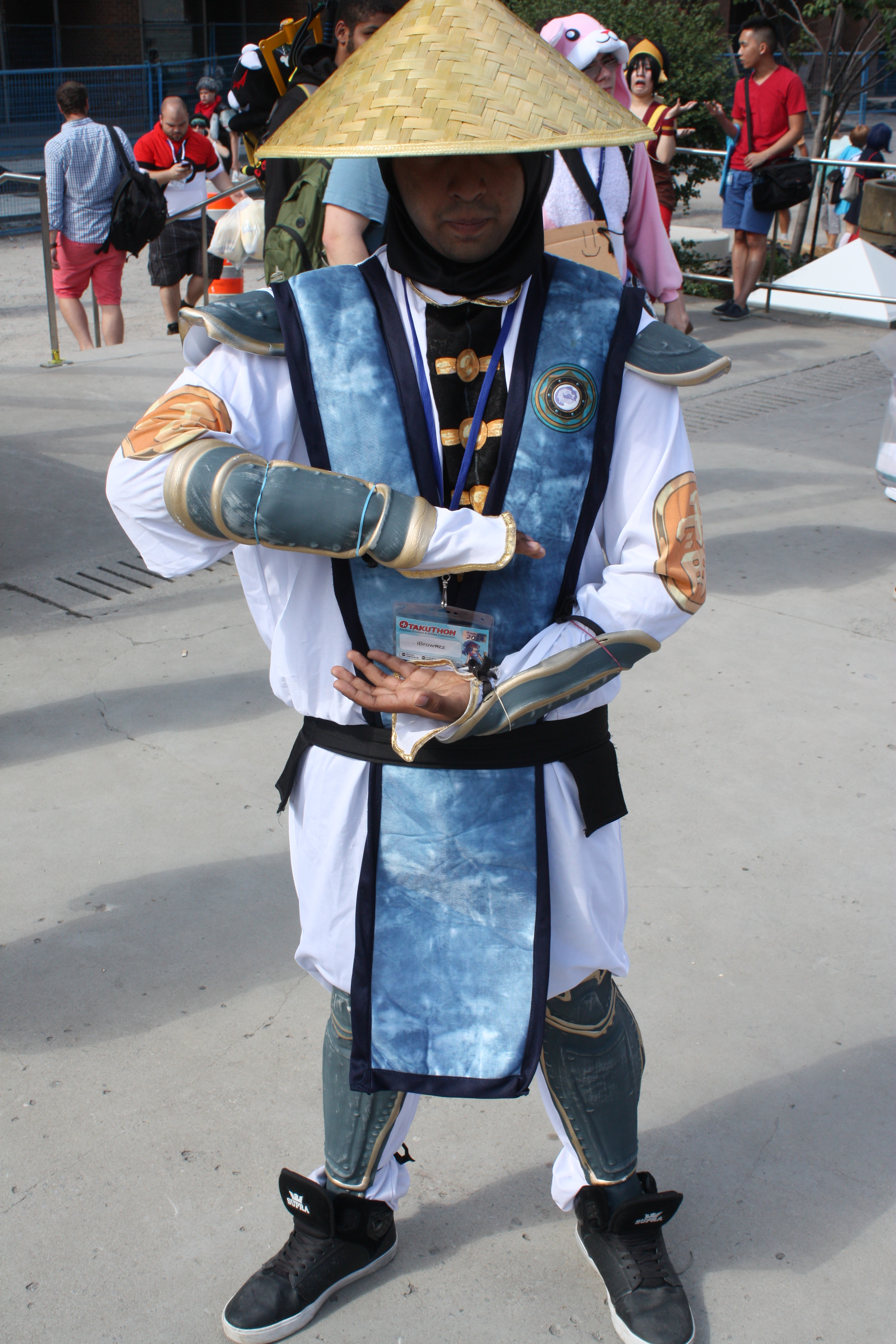
Un cosplayer représentant Raiden à l'Otakuthon 2014

Le premier jeu Mortal Kombat se déroule dans l'EarthRealm, où sept guerriers participent au tournoi. Le gagnant sauvera le royaume de l'invasion par Outworld. Avec l'aide du dieu du tonnerre Raiden, les guerriers de l'EarthRealm gagnent le tournoi et Liu Kang devient le nouveau champion du jeu,.
Dans le deuxième jeu, incapable de supporter l'erreur de Shang Tsung, son champion, l'empereur de l'Outworld Shao Kahn piège les guerriers dans l'Outworld, où les guerriers de l'Earthrealm parviennent enfin à le vaincre.
Dans le troisième jeu Mortal Kombat, Shao Kahn ressuscite l'ancienne reine d'Edenia (envahi par l'Outworld), Sindel. Il essaie ensuite d'envahir l'EarthRealm une deuxième fois, et échoue à nouveau. Après sa défaite, Edenia est libérée de son emprise et redevient un royaume en paix, sur lequel règne la princesse Kitana,.
Dans le quatrième Mortal Kombat, le Dieu Ancien Shinnok essaie de conquérir les royaumes et de tuer le Dieu du tonnerre Raiden. Les guerriers d'EarthRealm le battent à nouveau.
Dans Mortal Kombat: Deadly Alliance, les sorciers maléfiques Quan Chi et Shang Tsung s'allient pour conquérir l'ensemble des royaumes. Dans Mortal Kombat: Mystification, on apprend que les guerriers du Royaume de la Terre (Earthrealm) n'avaient pas réussi dans l'épisode Mortal Kombat: Deadly Alliance à empêcher Shang Tsung et Quan Chi de ressusciter l'armée du Roi Dragon, et presque tous les guerriers de l'EarthRealm sont morts. Raiden s'oppose à eux et quelques guerriers doivent défaire le Roi Dragon et ses forces. Shujinko parvient enfin à battre le Roi Dragon et à ramener la paix dans l'univers.
Dans Mortal Kombat: Armageddon, on voit la fin du monde. Plusieurs siècles avant le premier jeu, la Reine Delia fait une prophétie : elle prévoit que les royaumes seront détruits parce que la puissance des guerriers de tous les royaumes sera si importante qu'elle rompra l'équilibre de l'univers, lançant un enchaînement d'événements destructifs. Le Roi Argus fait incuber ses deux fils, pour qu'ils soient réveillés au moment de sauver les royaumes en battant Blaze. Shao Kahn bat finalement Blaze lui-même, ce qui déclenche l'Armageddon.
Dans le Mortal Kombat de 2011, on apprend que la bataille des guerriers des six royaumes n'a fait que deux survivants, Shao Kahn et Raiden. Sur le point d'être vaincu, Raiden ne peut faire qu'une action pour empêcher Shao Kahn de s'approprier la puissance de Blaze. Il envoie des visions de l'ensemble de l'histoire de la série à son double du passé, juste avant le dixième tournoi (représenté dans le premier jeu de la série). Ce transfert d'informations cause une rupture de l'espace-temps et commence une nouvelle chronologie, qui s'éloigne de celle d'Armageddon. Les événements deviennent encore plus sombres : la plupart des personnages principaux du jeu meurent des mains de la Reine Sindel, et Raiden tue accidentellement Liu Kang en se protégeant. Les Dieux Anciens aident Raiden à tuer Shao Kahn et à sauver l'EarthRealm, mais on découvre ensuite que tout ceci est un plan maléfique concocté par Shinnok et Quan Chi.
Dans Mortal Kombat X, Shinnok et Quan Chi mettent leur plan à exécution. Ils dirigent une armée de revenants tués lors de l'invasion de Shao Kahn. Une équipe de guerriers dirigés par Raiden, Johnny Cage et Sonya Blade s'oppose à Shinnok. Lors de la bataille, Shinnok est emprisonné, Quan Chi s'échappe et beaucoup de guerriers sont ressuscités et libérés de l'emprise de Shinnok. Vingt-cinq ans plus tard, Quan Chi refait surface et s'allie à D'Vorah pour libérer Shinnok. Il est tué par Scorpion, mais Shinnok reprend son attaque des royaumes. Après une longue bataille sanglante, Shinnok perd contre Cassandra Cage, qui représente la prochaine génération de guerriers de l'EarthRealm. Avec Shinnok et Quan Chi vaincus, les zombies de Liu Kang et Kitana prennent le contrôle du NetherRealm et Raiden protège l'EarthRealm de façon très offensive, avec l'aide des revenants restants.
Dans Mortal Kombat 11, à la suite de la défaite de Shinnok par Cassie Cage, Raiden, désormais corrompu, prévoit de protéger l'EarthRealm en détruisant tous ses ennemis de toutes les manières possibles. Raiden décapite Shinnok, ce qui déclenche la réécriture de l'histoire par Kronika, gardienne du temps et mère de Shinnok, afin d'arrêter l'ingérence de Raiden. Cette dernière décide d'allier passé et présent, afin de former une armée capable de la défendre lorsqu'elle réécrira l'histoire. Shao Kahn, Skarlet, Baraka et les versions plus jeunes de Kano, Erron Black, Jade, Raiden, Kitana, Liu Kang, Johnny Cage, Sonya, Jax, Scorpion et Kung Lao apparaissent sur une autre ligne du temps, tandis que Dark Raiden est effacé de son existence. Lors de la bataille finale, Kronika envoie le revenant Liu Kang attaquer Raiden. À ce moment, celui-ci fusionne son âme à celle de Liu Kang et devient Liu Kang Dieu du feu. Les héros pénètrent le donjon, mais Kronika restaure l'histoire à ses débuts, faisant revenir en arrière ces derniers, à l'exception du dieu du feu Liu Kang, protégé par les pouvoirs de Raiden. L'histoire se termine par la mort de Kronika par Liu Kang. Raiden, désormais devenu mortel, lui annonce qu'il doit choisir un partenaire pour façonner la nouvelle ère. Liu Kang choisit Kitana et ceux-ci créent un nouveau Continuum [scénario qui se poursuivra dans le contenu téléchargeable de MK11, nommé Aftermath].

## Éléments communs

### Système de jeu
Les trois jeux originaux et leurs extensions sont conçus comme des jeux de combat classiques en deux dimensions. Les deux premiers se jouent sur borne d'arcade avec un joystick et cinq boutons : coup de poing haut, coup de poing bas, coup de pied haut, coup de pied bas et garde. Mortal Kombat 3 et ses mises à jour incluent un sixième bouton pour courir. En 2011, Mortal Kombat revient à une arène en 2D avec des personnages animés en 3D. Chacun des quatre boutons sur la manette représente une attaque liée à un membre.
Les styles de combat sont généralement basés sur des arts martiaux réels, sauf pour quelques personnages : par exemple, les mouvements de Goro sont modifiés pour utiliser ses quatre bras à tout leur potentiel.
Dans Mystification et Armageddon, on constate l'ajout d'un mode « Konquest », un mode aventure qui marque la création d'une véritable expérience de jeu pour un joueur. Les deux jeux incluent aussi des mini-jeux comme « Chess Kombat », un jeu d'action et de stratégie, « Puzzle Kombat » et « Motor Kombat », inspiré par Mario Kart.

### Personnages de la série

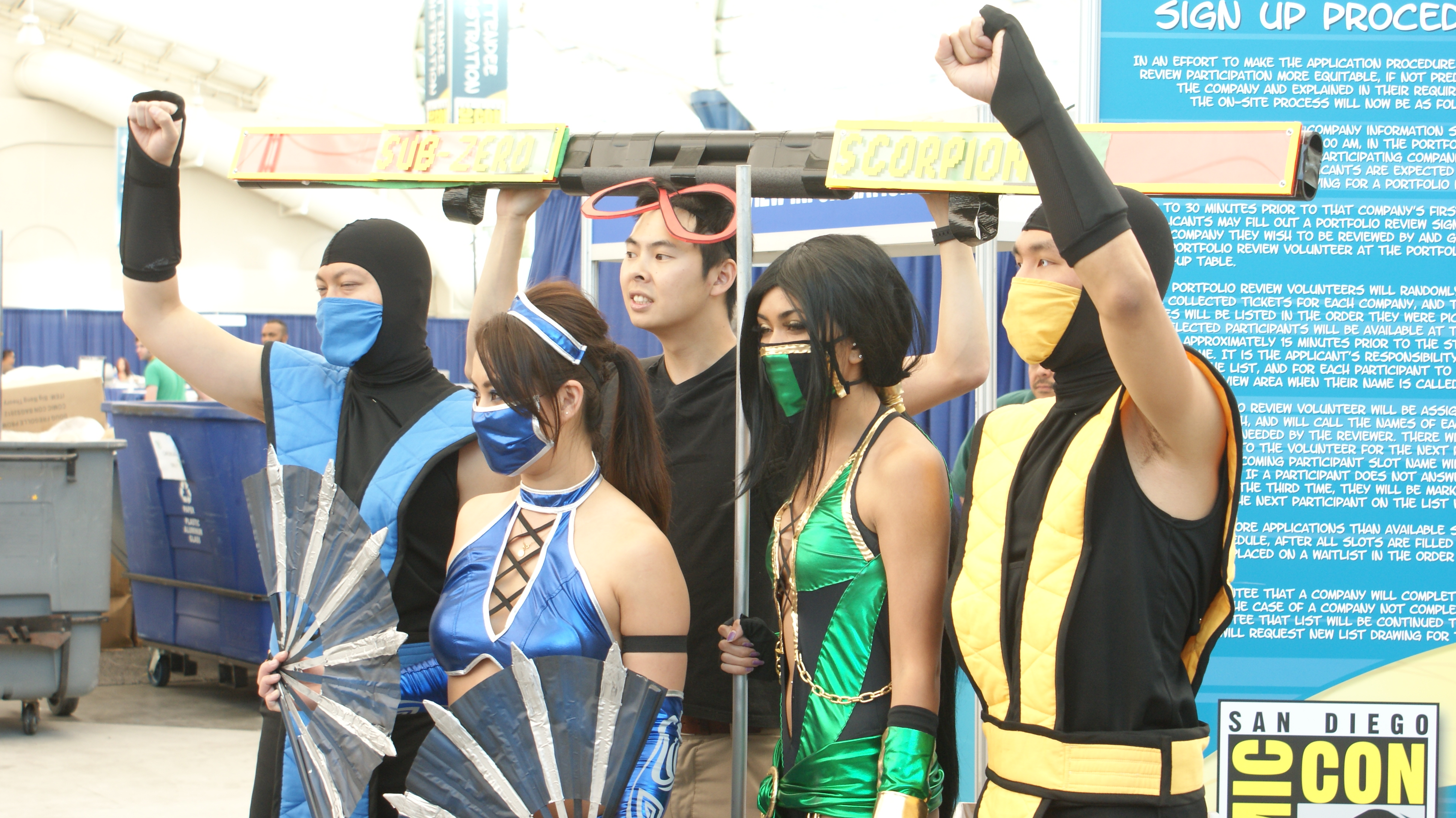
Personnages de la série Mortal Kombat : dans l'ordre, Sub-Zero, Kitana, la barre de vie, Jade et Scorpion (cosplay au SDCC 2012)

Dans la série, on compte 75 personnages jouables au total après la sortie de Mortal Kombat 11, y compris Baraka, Cassie Cage, Cyrax, Ermac, Goro, Jade, Jax Briggs, Johnny Cage, Kabal, Kano, Kenshi, Kitana, Kung Lao, Kurtis Stryker, Liu Kang, Mileena, Motaro, Nightwolf, Noob Saibot, Quan Chi, Raiden, Rain, Reptile, Scorpion, Sektor, Shang Tsung, Shao Kahn, Sheeva, Shinnok, Sindel, Smoke, Sonya Blade, et Sub-Zero.
La série Mortal Kombat est réputée pour son utilisation extensive de la méthode de palette swap pour cloner des personnages existants et en faire des nouveaux personnages jouables. Dans les premiers Mortal Kombat, tous les personnages sont quasi identiques et ne se différencient que par leurs attaques spéciales. Dans Mortal Kombat: Deadly Alliance, le système change et les personnages vont avoir des attaques normales uniques, et même plusieurs styles de combat pour certains personnages. Jusqu'à Mortal Kombat: Mystification, les personnages ont trois styles de combat chacun : deux sans armes et un armé. Certains d'entre eux sont inspirés de vrais arts martiaux. Dans Mortal Kombat: Armageddon, les personnages ont au maximum deux styles de combat chacun. Certains personnages comme Moloch et Onaga n'ont qu'un style de combat.
La liste inclut des humains et cyborg terriens, des divinités bonnes ou mauvaises, et des citoyens de l'Outworld et d'autres royaumes. On trouve aussi des personnages invités dans le cadre d'un crossover :
- Kratos de la saga de jeux vidéo God of War (MK9) ;
- Spawn, du comic Spawn (MK11) ;
- Beaucoup de personnages de DC Comics, à l'occasion du huitième opus MK vs. DC : Superman, Lex Luthor, Batman, Catwoman, Le Joker (qui revient une seconde fois dans MK11), Flash, Captain Marvel (Shazam), Deathstroke et Darkseid ;
- Des films de science-fiction : l'alien d'Alien (MKX), le predator de Predator (MKX), Robocop de RoboCop (MK11) et le T-800 de Terminator (sous les traits de Schwarzenegger dans Dark Fate) (MK11) ;
- John Rambo, de la saga de film Rambo ;
- Des films d'horreur, essentiellement des slashers : Freddy Krueger des Griffes de la nuit (MK9), Jason Voorhees de Vendredi 13 (MKX), Leatherface de Massacre à la tronçonneuse (MKX), etc.

### Achèvements
Les achèvements (Finishers en anglais) sont des attaques qui permettent au vainqueur de finir un match d'une façon particulière en tuant leur adversaire de la façon la plus violente et sanglante possible. En général, les achèvements sont prédéfinis pour chaque personnage, sauf dans Mortal Kombat: Armageddon où on trouve Kreate-A-Fatality, qui permet aux joueurs de créer leur propre fatalité en choisissant un enchaînement d'attaques à partir d'une sélection commune à tous les personnages,.
Ils comprennent, outre les classiques Fatality, les Animality (transformation en un animal qui achève violemment la victime), les Brutality (long enchaînement de combos, finissant par démembrer l'adversaire), les Babality (transformation du perdant en bébé pleurnichard), les Friendships (où le vainqueur se moque gentiment de l'adversaire, lui laissant alors la vie) et les Faction Kill (meurtre de l'adversaire par l'un des personnages appartenant à une faction).
D'autres morts du jeu incluent les fatalités de niveau, créées dans le jeu original, où le gagnant peut envoyer l'adversaire dans un piège en dehors de la plate-forme, et le hara-kiri, où un joueur peut se suicider. Il s'agit alors de voir si le gagnant arrive à achever le perdant avant qu'il ne parvienne à se tuer lui-même.

### Éléments cachés
Mortal Kombat inclut toujours des personnages, jeux et éléments cachés.
Dans Mortal Kombat 3, on trouve un jeu caché de Galaga, et on trouve Pong dans Mortal Kombat II. Ces éléments cachés sont souvent trouvés via des prérequis très difficiles et parfois relevant de la chance en plus de cela. La Mega Drive contient quelques easter eggs uniques, comme la « Fergalité » qui transforme l'adversaire en un des développeurs du jeu.
Reptile et Jade, entre autres, sont des adversaires cachés avant de devenir des personnages jouables.

## Développement

### Conception
En 1991, Mortal Kombat commence à être développé par une équipe de seulement quatre personnes : Ed Boon, John Tobias, John Vogel et Dan Forden. En 2009, Boon raconte : « Le premier jeu Mortal Kombat, c'était 4 personnes, sans déconner. Un programmeur, c'était moi, deux mecs pour les graphismes, un mec pour le son, c'était toute l'équipe, sans déconner ».
Avant de réfléchir à Mortal Kombat, Boon et Tobias ont pour mission de créer un jeu vidéo dérivé du film Universal Soldier, dont l'acteur principal est Jean-Claude Van Damme. Dans ce jeu, une version numérisée de l'acteur devrait combattre des ennemis. Le jeu, au début doit être « beaucoup plus dur, un peu plus sérieux, un peu plus comme Enter the Dragon ou Bloodsport » que le style animé fantasy de Street Fighter II. Finalement, Boon et Tobias perdent le droit d'utiliser la licence Bloodsport, mais décident de continuer le projet malgré tout. Ils créent le personnage de Johnny Cage comme un clin d'œil à JCVD.
John Tobias raconte s'être inspiré de la mythologie chinoise et de certaines rumeurs sur les moines Shaolin pour créer l'histoire et les personnages de Mortal Kombat. Il quitte l'équipe de développement en 1997. En 2012, il dit : « Je savais exactement quel scénario j'allais faire ensuite. Il y a quelques années, j'ai [écrit] une sorte de suite au premier film MK, qui revient sur les racines mythologiques du jeu. Le but, c'était de ne pas reprendre tout ce qu'il s'était passé en changeant l'histoire, mais d'avancer sur différents thèmes. Je l'ai fait pour m'amuser, pour m'entraîner à la rédaction de scénarios, mais ça m'a fait du bien de l'écrire. »
Ed Boon se souvient que pendant six des huit mois de production du jeu original, « personne n'arrivait à trouver un nom que personne ne détestait ». Certains noms suggérés incluent Kumite, Dragon Attack, Death Blow ou encore Fatality. Quelqu'un écrit « combat » sur un des tableaux blancs pour les suggestions de nom dans le bureau de Boon, et quelqu'un d'autre transforme le C en K, « juste pour que ça sorte de la normale ». Steve Ritchie, concepteur de flipper à l'époque, vient dans le bureau de Boon et propose, en voyant ce mot, d'appeler le jeu Mortal Kombat,.

### Rivalité avecStreet Fighter
Le créateur de Mortal Kombat Ed Boon affirme que « dès le début, une des choses qui nous ont démarqués des autres jeux de combat, ce sont les actions de malade que nous avions intégrées au jeu, les boules de feu, la magie, en quelque sorte ». Quand on lui demande si Capcom fera un jour un partenariat entre Street Fighter et Mortal Kombat, Yoshinori Ono explique que les deux franchises sont extrêmement différentes, tandis qu'Ed Boon présente un « MKvsSF » hypothétique comme son crossover idéal. Le directeur commercial de Capcom raconte que la rivalité entre les deux franchises s'apparente à celle de Pepsi-Cola et Coca-Cola dans les années 1990, opposant la « précision et profondeur de jeu » de Street Fighter au « gore [et à la] comédie » de Mortal Kombat. En 2014, Ed Boon explique qu'un partenariat n'a jamais vu le jour en raison de la violence graphique de Mortal Kombat.

### Design
Les personnages des trois premiers jeux sont créés en utilisant des sprites numérisés, basés sur des acteurs filmés plutôt que sur des dessins.
Dans Mortal Kombat 4, la série passe en 3D, remplaçant les acteurs numérisés par des modèles polygonaux. L'équipe passe de la numérisation de photos à la capture de mouvement.

### Bande-son
La bande-son originale du jeu est un succès commercial et reçoit un record Guinness pour ses ventes,. Olivier Adams et Praga Khan  (The Immortals) sont connus pour leur single Mortal Kombat (Techno-Syndrome) sortie en 1992 et  leur album Mortal Kombat: The Album, basé sur le jeu vidéo du même nom (Mortal Kombat).
Après la sortie du jeu Mortal Kombat en 2011, JFK (membre du groupe electro house canadien MSTRKRFT) et Adrián Martínez sont producteurs exécutifs de l'album Mortal Kombat: Songs Inspired by the Warriors (en) qui est le thème des personnages tels que Johnny Cage, Mileena, Shang Tsung et d'autres encore. Dans l'album, outre JFK lui-même, on retrouve les DJ Felix Cartal (en), Congorock (en), Skrillex, LA Riots, 9th Wonder, Tokimonsta, Bird Peterson, Harvard Bass, Run Dmt, Sound Of Stereo et Them Jeans.

## Accueil
| Jeux                           | GameRankings                                                     | Metacritic                                     |
| ------------------------------ | ---------------------------------------------------------------- | ---------------------------------------------- |
| Mortal Kombat                  | 83,33 % (SNES) 84,17 % (Megadrive) 42,17 % (GB)                  |                                                |
| Mortal Kombat II               | 85,87 % (SNES) 85,62 % (Megadrive) 64,50 % (GB) 57,50 % (Saturn) |                                                |
| Mortal Kombat 3                | 70,33 % (PS) 76,67 % (Megadrive) 80,23 % (SNES)                  |                                                |
| Mortal Kombat 4                | 76,07 % (N64) 75,75 % (PS) 72,14 % (PC) 46 % (GBC)               |                                                |
| Mortal Kombat: Deadly Alliance |                                                                  | 79 % (PS2) 81 % (GC) 81 % (GBA) 81 % (Xbox)    |
| Mortal Kombat: Mystification   |                                                                  | 81 % (Xbox) 81 % (PS2) 77 % (GC)               |
| Mortal Kombat: Armageddon      |                                                                  | 77 % (Xbox) 75 % (PS2) 71 % (Wii)              |
| Mortal Kombat vs. DC Universe  |                                                                  | 72 % (X360) 76 % (PS3)                         |
| Mortal Kombat                  |                                                                  | 86 % (X360) 84 % (PS3)                         |
| Mortal Kombat X                |                                                                  | 66 % (iOS) 83 % (PS4) 86 % (XONE) 76 % (PC)    |
| Mortal Kombat 11               |                                                                  | 82 % (PS4) 86 % (XONE) 82 % (PC) 78 % (Switch) |
| Mortal Kombat 1                |                                                                  |                                                |

### Prix et récompenses
En 2008, le Livre Guinness des records édition Gamers donne sept records du monde à Mortal Kombat, incluant « série de jeux vidéo de combat la plus populaire ». En 2011, la nouvelle édition du même ouvrage accorde onze records à la franchise, entre autres « campagne de promotion la plus coûteuse pour un jeu vidéo de combat » (Mortal Kombat 3), « film le plus rentable basé sur un jeu vidéo de type beat them all » (Mortal Kombat, 1996), et « bande-son de jeu vidéo la plus populaire » (Mortal Kombat: Original Motion Picture Soundtrack).
La série est généralement considérée comme une des plus importantes et des plus violentes de l'histoire du jeu vidéo : en 2011, GameSpy affirme que « son importance dans l'histoire du jeu vidéo de combat est indéniable ». En 2009, GameTrailers le place 9e meilleure franchise de jeu de combat et septième franchise la plus sanglante de tous les temps. En 2012, Complex accompagne son 37e rang dans la liste des meilleures franchises de jeu vidéo d'un commentaire sur son « statut de légende dans l'histoire du jeu vidéo ». La franchise est également nommée plus sanglante de l'histoire par CraveOnline en 2011. Enfin, Cheat Code Central fait remarquer que « Mortal Kombat était assez gore pour choquer une nation entière tout en changeant l'histoire du jeu vidéo ».
D'après IGN , dans les années 1990, « des troupeaux d'imitateurs commencent à inonder le marché, remplissant les arcades de mares de sang dans des jeux comme Time Killers, Survival Arts, et Guardians of the Hood. Mortal Kombat avait marqué le début de cette ère, sur console comme sur arcade, où tout le monde se battait pour voir qui pouvait mettre le plus de sang et de tripes sur un écran en basse résolution ».
Dans un sondage de 2009 par GamePro, 21 % des votants choisissent Mortal Kombat comme franchise préférée de jeux de combat, la plaçant troisième derrière Street Fighter et Tekken.

### Ventes
Ed Boon compte 26 millions de jeux vendus en 2007. Le chiffre s'élève à 35 millions de ventes pour la franchise en avril 2015, après la sortie de Mortal Kombat X. Le jeu le plus populaire est Mortal Kombat II, qui bat tous les records de l'industrie du jeu vidéo pendant la semaine de sa sortie, et qui est le premier jeu de l'histoire à vendre plus d'exemplaires que les films de l'époque n'ont vendu d'entrées. En octobre 2022, la série s'est écoulée à plus de 79 millions d'exemplaires, dont 15 millions pour Mortal Kombat 11.
La franchise génère plus de 4 milliards de dollars de chiffre d'affaires avant la fin des années 1990, et 5 milliards en juin 2000.

## Postérité

### Franchise

#### Films
Pendant l'été 1995, New Line Cinema produit un film d'action intitulé Mortal Kombat et réalisé par Paul W. S. Anderson avec 24 millions de dollars de budget. Les personnages principaux y sont incarnés par Christophe Lambert et Robin Shou. Il s'agit du premier film basé sur un jeu vidéo ayant rencontré un véritable succès au box-office. Le film est interdit aux moins de 13 ans. Il est premier au box-office et à l'origine de plus de 122 millions de dollars de bénéfices dans le monde,.
En 1997, Mortal Kombat : Destruction finale (Mortal Kombat: Annihilation) de John R. Leonetti avec Robin Shou, Brian Thompson sort. Les critiques sont unanimes : le film est mauvais. Il est également un énorme échec commercial. Il n'encaisse que 51 millions de dollars de bénéfice dans le monde entier, soit moins de la moitié des recettes du premier film.
En 2010, Kevin Tancharoen produit un court-métrage de huit minutes intitulé Mortal Kombat: Rebirth. Il s'agit d'un pilote pour un pitch auprès de Warner Bros.. Tancharoen confirme ensuite que le scénario n'a rien d'officiel, mais qu'il a été co-écrit avec Oren Uziel, qui aurait aussi participé à la rédaction du scénario du troisième film Mortal Kombat. En 2011, New Line Cinema et Warner Bros. annoncent que Tancharoen a signé pour réaliser le reboot à partir d'un scénario rédigé par Uziel. En octobre 2013, Tancharoen quitte le projet. En 2015, James Wan est nommé réalisateur pour le reboot, et affirme qu'il prendra son temps pour fournir un travail de qualité. En 2016, une rumeur affirme que Simon McQuoid pourrait réaliser le reboot. Le film, simplement nommé Mortal Kombat, sort finalement en 2021. Mortal Kombat 2 suivra en 2025.

#### Séries télévisées
Fin 1996, une série animée de 13 épisodes de 25 minutes chacun voit le jour. Elle est nommée Mortal Kombat : Les Gardiens du royaume (Mortal Kombat: Defenders of the Realm). En 1998 et 1999, une série télévisée en 22 épisodes de 42 minutes est produite. Intitulée Mortal Kombat: Conquest. Elle est construite autour d'un scénario très similaire à celui des Gardiens du Royaume.
En 2010, Warner Premiere commande une web-série inspirée par le court-métrage Rebirth, intitulée Mortal Kombat: Legacy et réalisée par Kevin Tancharoen. La première saison sort en avril 2011 sur YouTube, et la deuxième en 2013.
En 2014, Warner Bros. et Blue Ribbon disent produire une série basée sur l'histoire de Mortal Kombat X, et à sortir début 2016. Un seul épisode voit finalement le jour.

#### Littérature
La franchise Mortal Kombat inclut plusieurs bandes dessinées basées sur les jeux vidéo homonymes. Elles incluent les comics Mortal Kombat et Mortal Kombat II officiels, créés par Tobias. En 1994, Malibu Comics lance une série officielle Mortal Kombat, qui inclut deux groupes de six numéros, « Blood and Thunder » et « Battlewave », en plus d'une mini-série et de plusieurs numéros spéciaux dédiés à des personnages spécifiques. La publication s'arrête en août 1995.
Deux comics supplémentaires sont produits à la sortie de Mortal Kombat 4 et du crossover avec DC Comics, et une nouvelle mini-série voit le jour avant la sortie de Mortal Kombat X en 2015.
En juin 1995, Jeff Rovin publie une version romancée de Mortal Kombat. Le roman sort en même temps que le premier film Mortal Kombat. Les deux films Mortal Kombat sont adaptés sous forme de roman par Martin Delrio et Jerome Preisler.

### Dans la culture populaire
Le nom devient « assez populaire pour être cité sans contexte dans des sitcoms (Malcolm et Mariés, deux enfants) et dans des films (Christian Slater joue à MK4 dans Very Bad Things), ou pour être utilisé pour des études culturelles (voir le livre de Justine Cassell et Henry Jenkins From Barbie to Mortal Kombat: Gender and Computer Games) ».
La série et ses personnages sont mentionnés dans l'album de Powerglove Metal Kombat for the Mortal Man et l'épisode Model Kombat de Workaholics. Dans l'épisode Outrage des Filles d'à côté, on voit deux personnages (Marc et Vincent) jouer à Mortal Kombat sur Mega Drive.
Début 2014, le nom de « Mortal Kombat » est donné à une drogue récréative dangereuse qui cause plusieurs morts.
Le personnage de Glacier endossé par le catcheur Raymond M. Lloyd est ouvertement repris du personnage Sub-Zero de Mortal Kombat.
Le DJ américain Emancipator dit avoir été fortement influencé par la musique de Mortal Kombat, auquel il joue beaucoup en tournée. Le jeu vidéo Fiscal Kombat, créé par le Discord insoumis afin de promouvoir la candidature de Jean-Luc Mélenchon durant l'élection présidentielle française de 2017, est inspiré de Mortal Kombat.

## Polémiques

### Opposition parlementaire
La violence de la série et en particulier de ses Fatalités est une source majeure de polémique au début des années 1990. La panique générale au sujet de la série, nourrie par les médias, résulte en une session du Congrès des États-Unis et aide à mettre en place le système de notation des jeux de l'Entertainment Software Rating Board (ESRB) en 1994.
Pendant la session parlementaire, le sénateur Herb Kohl du parti démocrate illustre la nécessité d'une régulation gouvernementale des jeux vidéo en montrant des extraits des jeux Mortal Kombat et Night Trap, un autre jeu avec des images d'acteurs numérisées. Le professeur Eugene F. Provenzo commente que ces jeux « sont presque aussi réalistes qu'à la télévision mais sont extrêmement violents, sexistes et racistes ». Le sénateur Joe Lieberman critique les publicités télévisées pour Mortal Kombat. S'appuyant sur une des publicités de Sega, il dit que la publicité elle-même promeut la violence.
Nintendo, qui ne publie normalement jamais de jeux montrant du sang, censure Mortal Kombat qui sort sur la Super Nintendo dans une version moins violente que la version arcade. Le concurrent Sega sort le jeu original avec un avertissement pour les moins de 13 ans, ce qui lui apporte un énorme avantage compétitif sur Nintendo. Pendant les procès suivants, les représentants de Nintendo essaient d'utiliser ce fait comme un argument contre Sega. En réaction, la division espagnole de Sega annule la sortie de Mortal Kombat en Espagne, de peur que le jeu donne naissance aux mêmes polémiques qu'aux États-Unis et au Royaume-Uni.
Le sénateur Lieberman est un des premiers hommes politiques à exprimer une inquiétude au sujet de Mortal Kombat en 1993, et continue à s'opposer aux jeux vidéo violents dans son ensemble plus tard. En 1996, il s'oppose à la série et à Doom en invitant Kohl et le psychologue David Walsh à informer le congrès d'une nouvelle vague de jeux violents comme Resident Evil. Pendant les années 2000, la polémique perd en puissance. En 2006, Lou Kesten explique que Lieberman est toujours « un des opposants les plus fermes de l'industrie du jeu vidéo, mais Mortal Kombat n'est plus au cœur du débat. Son combat en duel est vu comme daté, maintenant que des franchises comme Grand Theft Auto soutiennent le massacre injustifié de civils innocents ». En 2012, TIME juge que « la raison pour laquelle ce classique de 1992 reste dans les débats est qu'il a changé un tabou implicite sur ce qu'il était acceptable d'inclure dans un jeu vidéo ».

### Législation
En 1998, le député de Floride Barry Silver demande une loi pour réguler la violence dans les jeux vidéo, affirmant qu'elle a « affecté la fibre morale de nos jeunes ». Les soutiens de la loi sont d'abord Lawton Chiles, qui explique que les jeux vidéo violents peuvent devenir « un manuel de cours sur le meurtre et le chaos », et le professeur Murray Krantz, qui se spécialise en pédopsychologie. 50 législateurs et groupes (de l'association des parents d'élèves de Floride à la Christian Coalition of America) soutiennent la loi. Après avoir vu un extrait de jeu, le comité de régulation de Floride fait passer la loi à l'unanimité. L'extrait est décrit comme suit par un reporter de l'Associated Press : « Après qu'un guerrier jette plusieurs fois une adversaire au sol, le jeu l'encourage à « la finir ». Il lui donne un coup de poing dans la poitrine et arrache son cœur alors que du sang coule sur le sol en grande quantité. Parfois, le gagnant arrache la colonne vertébrale à la place. » La loi est qualifiée d'anticonstitutionnelle par le fondateur et président de l'Interactive Digital Software Association Doug Lowenstein, car elle violerait le Premier amendement de la Constitution sur la liberté d'expression. Le magazine de jeu vidéo Next Generation qualifie la loi de « grave menace envers le jeu vidéo en Floride » et s'inquiète que les jeux vidéo dans leur ensemble ne finissent par être bannis dans l'État.
En Australie, une enquête est menée par le Sénat en réponse aux jeux Mortal Kombat, Time Killers, et Night Trap, et à leur couverture médiatique. Le 1er mars 1995, ils créent l'Australian Classification Board. Dix-huit ans plus tard, le Board interdit le jeu Mortal Kombat de 2011 pour cause de « descriptions explicites de démembrement, décapitation, éviscération et autres formes brutales d'assassinat ». Le renvoi en appel de Warner Bros. Interactive Entertainment est refusé. Cependant, en 2013, une notation « réservé aux adultes » est créée : le jeu non censuré devient interdit aux mineurs et l'interdiction est annulée.
En 2005, la Californie passe une interdiction généralisée de vendre des jeux vidéo violents à des mineurs. L'interdiction est proposée et soutenue par l'ancien gouverneur Arnold Schwarzenegger. En 2011, dans le cadre de l'affaire Brown v. Entertainment Merchants Association, l'interdiction est levée à sept voix contre deux. La Cour affirme que les jeux vidéo relèvent du Premier amendement, ce qui rend l'interdiction anticonstitutionnelle. Le verdict commente : « Lire Dante est sans aucun doute plus cultivant et intellectuellement édifiant que jouer à Mortal Kombat. Mais ces différences culturelles et intellectuelles ne sont pas constitutionnelles. Les jeux vidéo à la violence exagérée, les séries télévisées aguicheuses, les romans et magazines de gare relèvent tout autant de la liberté d'expression que la Divine Comédie, et ne doivent être restreints d'accès que sous certaines conditions très strictes ». La juge Elena Kagan appelle Mortal Kombat « un grand classique du jeu vidéo, auquel je suis sûre que nos greffiers ont déjà joué pendant une bonne partie de leur adolescence ».

### Censure
En 1994, Mortal Kombat II est ajouté à la liste des œuvres dangereuses pour les jeunes du gouvernement allemand (Bundesprüfstelle für jugendgefährdende Medien, ou BPjM). L'année suivante, toutes les versions commercialisées du jeu sont interdites, sauf celle sur Game Boy, pour avoir violé l'élément 131 du code pénal du pays, qui interdit la représentation de violence morbide contre les humains. Cette interdiction arrive à prescription en 2005.
Au Japon, Nintendo censure le jeu et passe le sang de rouge à vert. L'écran passe aussi en noir et blanc pour les Fatalités,. Plusieurs années plus tard, pour Mortal Kombat vs. DC Universe, Midway Games doit modifier la Fatalité du Joker pour que le jeu ne soit pas interdit aux mineurs.
En 2010, Evi Allemann demande à bannir Mortal Kombat, Manhunt, et l'ensemble des jeux vidéo permettant d'effectuer des actes « cruels et violents » en Suisse.
Le reboot de 2011 de Mortal Kombat est interdit de vente en Australie,, en Allemagne et en Corée du Sud.
La publicité faite pour Mortal Kombat est critiquée, comme la franchise, et soumise à une censure. En avril 2003, l'Advertising Standards Authority britannique (ASA) interdit un poster qui fait la promotion de Mortal Kombat: Deadly Alliance. La raison du retrait est que le poster, qui représente une personne en hoodie essuyant sa main sanglante sur un homme d'affaires, au-dessus de l'expression « It's in us all » (« Nous l'avons tous en nous »), est irresponsable et incite à la violence.
En 2005, Blood on the Carpet (« du sang sur le tapis »), une publicité télévisée britannique pour le jeu Mortal Kombat: Shaolin Monks est interdite pour glorification et incitation à la violence. La vidéo représente une scène de conseil d'administration dans laquelle Mr Linn, une personne mystérieuse, demande à deux hommes de se battre. Les coups de poing gagnent en violence. Quelqu'un est poignardé au bras avec un stylo. Une carafe d'eau est éclatée sur la tête d'un cadre, puis son cœur est arraché de son torse. Mr Linn termine la négociation en décapitant un autre cadre avec son chapeau. L'ASA demande à Midway de ne plus prendre un angle d'approche comme celui-ci, et l'oblige à passer d'abord par un comité d'approbation avant la création de toute publicité à venir.

### Études sur la violence dans le jeu vidéo
En 2000, les psychologues Craig A. Anderson et Karen Dill effectuent deux études liées sur les effets de la violence dans les médias. Les études impliquent des jeux violents, incluant Mortal Kombat et Wolfenstein 3D. L'étude conclut que ces jeux rendent les joueurs, surtout de genre masculin, plus agressifs. Après la publication de l'étude, les médias et législateurs américains s'intéressent de plus près au jeu, pendant près d'un an.
En 2008, une étude par Richard J. Barlett, Christopher P. Harris, et Callie Bruey se penche sur l'effet de Mortal Kombat: Deadly Alliance sur l'hostilité et le rythme cardiaque des sujets. Selon l'étude, les joueurs ont des pensées plus agressives si on stimule leur mémoire sémantique.
En 2010, les psychologues Brad Bushman et Bryan Gibson étudient Mortal Kombat vs. DC Universe, Resistance: Fall of Man et Resident Evil 5. Ils concluent « que l'effet de stimulation agressive d'un jeu vidéo violent peut persister longtemps après que le jeu est éteint, si les gens gardent en tête le contenu violent du jeu ».
En 2011, le docteur Brock Bastian de l'Université du Queensland effectue une étude dans laquelle les participants jouent à Mortal Kombat les uns contre les autres et contre des adversaires mus par l'intelligence artificielle. L'étude affirme avoir « prouvé que jouer à des jeux vidéo violents pousse les joueurs à se voir, et à voir leurs adversaires, comme manquant de qualités humaines comme la gentillesse, l'ouverture d'esprit, et l'intelligence ». Bastian conclut que « l'étude suggère des effets à long terme potentiels des jeux vidéo violents, et suggère qu'une exposition répétée à ces expériences déshumanisantes peut résulter en un changement chronique de la perception de soi ».

### Actes de violence dans la vie réelle
Après la fusillade de Columbine en 1999, le président des États-Unis Bill Clinton affirme que « les jeux vidéo comme Mortal Kombat, Killer Instinct et Doom, le jeu même auquel jouaient obsessionnellement les deux jeunes hommes qui ont tué tant de gens à Littleton, font de nos enfants des participants actifs à des actes de violence simulée ». L'avocat Jack Thompson, Républicain et chrétien conservateur opposé aux divertissements montrant des scènes à caractère sexuel ou violent, représente les familles de trois des victimes de la tuerie. Il intente un procès aux producteurs de Doom, Quake et Mortal Kombat, affirmant qu'il veut « « faire du mal » » à l'industrie du jeu vidéo. En 2006, il envoie une ordonnance de cessation et d'abstention à Midway Games, écrivant : « J'ai appris aujourd'hui que le nouveau jeu Mortal Kombat: Armageddon contient une exploitation commerciale non autorisée de mon nom, ma photographie, mon identité et mon apparence à l'intérieur du jeu. » Midway ne répond pas. Il s'avère que Thompson a confondu un personnage officiel et la création personnelle d'un joueur. Ce joueur a utilisé le mode Kreate-a-Fighter (créez un combattant) pour créer un sosie de Thompson et en faire une démonstration dans une vidéo mise en ligne. Le site de jeu vidéo Gaming Target sort ensuite un tutoriel pour créer un personnage Jack Thompson, qualifié d'« homme le plus violent d'Amérique ». Thompson parvient à faire retirer la vidéo, mais l'article reste intact.
En 1999, le Brésil interdit la commercialisation de Mortal Kombat, Postal, Carmageddon, et quatre jeux de tir à la première personne violents, qui auraient tous poussé l'étudiant en médecine Mateus da Costa Meira à organiser une fusillade dans un cinéma de São Paulo. Le jeu nommé comme responsable principal est Duke Nukem 3D,.
En 2007, Patrick Morris, vingt ans, tue Diego Aguilar, quinze ans, à Klamath Falls. Les procureurs lient le meurtre au trafic de drogue. Cependant, l'avocat de la défense de Morris suppose que les jeux vidéo violents comme Mortal Kombat « pourraient avoir empêché Morris de distinguer la réalité et les conséquences de ses actions ».
En décembre 2007, pendant le cas du « meurtre Mortal Kombat », Lamar Roberts, 17 ans, et Heather Trujillo, 16 ans, battent à mort la demi-sœur de Trujillo, Zoe Garcia, 7 ans. Les deux coupables disent aux enquêteurs qu'ils ont imité des attaques d'un jeu Mortal Kombat. Roberts et Trujillo sont condamnés pour meurtre. Les parents de la victime sont convaincus que l'histoire de Mortal Kombat est une invention des deux tueurs,.
Après la tuerie de l'école primaire Sandy Hook, Wayne LaPierre, vice-président de la National Rifle Association of America, rejette la faute des tueries de plus en plus fréquentes aux États-Unis sur les jeux vidéo violents comme Mortal Kombat. Plusieurs personnes font remarquer que le choix de Mortal Kombat relève de la référence ratée à la culture populaire. Dans son discours, LaPierre disait : « Les armes à feu ne tuent pas les gens. Les jeux vidéo, les médias et le budget d'Obama tuent les gens. (...) Et voilà une autre vérité cruelle que les médias essaient de cacher de leur mieux : dans ce pays, il y a une industrie de l'ombre, corrompue et dangereuse, qui vend et encourage la violence contre son propre peuple. Avec des jeux vidéo violents, vicieux, qui ont des noms comme Bulletstorm, Grand Theft Auto, Mortal Kombat ou Splatterhouse ».
En 2015, Ashleigh Banfield, reporter chez CNN, décrit la fusillade de l'église de Charleston comme des « meurtres à la Mortal Kombat ».

### Sexisme et racisme
Certains critiques ont qualifié Mortal Kombat de sexiste et/ou raciste. Guy Aoki, président de l'association Media Action Network for Asian Americans, critique Mortal Kombat II en 1994 pour avoir perpétué le cliché des Asiatiques experts en arts martiaux, en particulier avec les personnages de Kitana, Kung Lao, Liu Kang, Mileena, Raiden, Scorpion, Shang Tsung et Sub-Zero. Allyne Mills, publicitaire chez Acclaim Entertainment, répond : « il s'agit d'un jeu de fantasy, où chaque personnage est différent. On parle d'un jeu d'arts martiaux qui vient d'Asie. Le jeu n'a pas été créé pour appuyer des stéréotypes,. »
En 1995, la professeure de théorie critique Marsha Kinder dénonce Mortal Kombat II et Mortal Kombat 3 qu'elle accuse de donner un aspect misogyne au combat. Elle développe en disant que dans Mortal Kombat II, « certaines des possibilités d'attaques les plus violentes sont contre des femmes. De plus, leurs Fatalités sont très suggestives. Une des femmes tue son adversaire en le gonflant jusqu'à l'explosion, une autre en l'aspirant et en rejetant ses os. Une vraie mante religieuse ! » Dans une review de 2011 de Mortal Kombat 9, Maddy Myers, du Boston Phoenix, écrit : « Mortal Kombat représente tout ce qui pose problème dans les jeux vidéo. C'est glauque, c'est ridicule, c'est sanglant, c'est sexiste, c'est raciste - et c'est vraiment addictif. (...) Le jeu entier est un rappel constant que si vous n'êtes pas un homme blanc hétérosexuel, le jeu n'est pas fait pour vous. Ou alors, le message est peut-être : « La violence, c'est sexy » ? Dans les deux cas, ça me met mal à l'aise. »
En 1999, dans un livre intitulé From Barbie to Mortal Kombat, les professeurs Justine Cassell et Henry Jenkins utilisent la franchise pour représenter « le cliché du monde masculin à base d'agression, d'action et de cadavres ». Écrivant un commentaire de l'ouvrage, la journaliste Ellen Goodman commente : « Certes, on veut que les petites filles s'intéressent aux ordinateurs, mais on peut difficilement se plaindre qu'elle ne s'intéressent pas à la mania Kombat. » Dans un autre article, la même journaliste rappelle qu'on peut s'inquiéter de la violence et du caractère sexuel des jeux et qu'on « peut vouloir éviter de finir avec Mortal Kombat sur son ordinateur », mais que les conservateurs de droite manipulent ces enjeux pour « garder les sexes dans leur rôle traditionnel ». Elle affirme donc que les personnes de gauche ne devraient pas s'associer aux conservateurs pour créer une « brigade anti-divertissement, anti-Hollywood, et supposer que tout le monde le fait pour la même raison ».
D'un autre côté, le juge Richard Posner considère qu'Ultimate Mortal Kombat 3 est un « jeu vidéo violent féministe ». Affirmant que la tentative d'interdiction du jeu par la ville d'Indianapolis viole le Premier amendement de la constitution américaine, le juge Posner écrit que « le jeu est féministe, il montre une femme (UMK3 a six combattantes sur un total de 22 personnages) tout à fait capable de se défendre contre des hommes lourdement armés. Il soutient donc un message, et même une « idéologie », comme un livre ou un film ». Il enchaîne, admiratif : « la femme gagne tous ses duels. Elle est aussi forte que les hommes, plus talentueuse, plus déterminée, et la vue du sang ne la gêne pas. »

### Procès liés à la franchiseMortal Kombat

#### Daniel Pesina v. Midway Manufacturing Co.
En 1996, l'acteur Daniel Pesina (qui jouait Johnny Cage, Sub-Zero, Scorpion, Reptile, Smoke et Noob Saibot dans les deux premiers jeux) intente un procès à Midway Games, Williams Electronics Games, Inc, Acclaim Entertainment, Nintendo, et Sega. Il les accuse tous d'avoir utilisé sa personne, son nom et son apparence sans autorisation dans la version de salon des jeux Mortal Kombat et Mortal Kombat II et dans des produits dérivés. La cour tranche en faveur des éditeurs.

#### Philip Ahn, Elizabeth Malecki, and Katalin Zamiar v. Midway Manufacturing, et al.
En 1997, les acteurs de Mortal Kombat et Mortal Kombat II Philip Ahn (Shang Tsung), Elizabeth Malecki (Sonya Blade), et Katalin Zamiar (Kitana, Mileena, et Jade) intentent ensemble un procès à Midway Games, Williams Electronics Games, Acclaim, Nintendo et Sega, qui auraient tous utilisé leur apparence sans autorisation. Ils demandent une compensation monétaire sur les droits vendus, ainsi que des royalties sur les prochains jeux vendus. Leur argument : ils n'ont posé que pour le jeu vidéo sur arcade et pas pour le jeu vidéo sur console de salon, sur ordinateur, et sur console portable. Ils perdent le procès, ayant autorisé l'enregistrement et n'ayant pas été à l'origine de la chorégraphie et du choix des mouvements enregistrés.

#### Wilson v. Midway Games, Inc.
En 1997, Noah Wilson, treize ans, est assassiné par Yancy Salazar, treize ans aussi. Salazar poignarde Wilson dans le thorax avec un couteau de cuisine et tranche son aorte. Wilson est mort après une heure d'hémorragie importante. La mère de la victime, Andrea Wilson, affirme que son fils a été tué en raison de la passion de Salazar pour Mortal Kombat. Pour elle, Salazar est tellement « obsédé » par le jeu qu'il est convaincu d'être le personnage Cyrax de Mortal Kombat, et elle dit qu'il a voulu jouer une Fatalité du personnage, dans laquelle il étrangle l'adversaire puis le poignarde dans la poitrine. Cette Fatalité n'existe pas dans les jeux. La Cour statue en faveur de Midway, affirmant que la plainte exprimée ne demande aucune compensation.

#### Procès en rapport avec les royalties ayant suivi l'acquisition de Midway par Time Warner en 2009
En 2009, Lawrence Kasanoff, producteur des films, séries, musiques et tournée Mortal Kombat, et son entreprise, Treshold Entertainment, portent plainte contre Midway. Kasanoff demande la protection de sa propriété intellectuelle, incluant un copyright sur plusieurs personnages, et exige le droit de continuer à créer des films et projets télévisés liés à la franchise. Kasanoff essaie de bloquer un appel d'offres de 33 millions de dollars pour des éléments liés à Mortal Kombat. La vente est effectuée par Time Warner, dont la branche New Line Cinema a sorti des films sur la franchise. La plainte indique : « la franchise Mortal Kombat telle qu'elle est aujourd'hui est bien plus une création de Treshold et Kasanoff que de Midway. La contribution de Midway se limite aux jeux vidéo. Tout seuls, les jeux vidéo ne fournissent qu'une histoire minimale et des personnages plats et sans intérêt. (...) Kasanoff et Treshold sont ceux qui ont apporté toute la partie créative qui a transformé le concept de jeu en une franchise multimédia ».
Deux autres procès sont intentés pour des millions de dollars de royalties impayés, de 2000 à 2004 et de 2005 à 2008. En 2011, le juge Ronald M. Sohigian accorde 14 981 $ de dommages et intérêts à Kasanoff et refuse ses autres demandes. Il exige également que Treshold verse 25 412 $ de frais de dossier à Time Warner après avoir innocenté Time Warner. Kasanoff fait appel,.